# Das Love-Hotel in Tirol
Das Love-Hotel in Tirol ist ein deutsch-österreichisches Filmlustspiel aus dem Jahre 1978 von Franz Antel mit Erich Padalewski in einer Doppelrolle.

## Handlung
Die beiden Zwillinge Peter und Paul Berger sind trotz ihrer extremen Ähnlichkeit in ihrem Wesen grundverschieden. Als sie von ihrem verstorbenen Onkel ein heruntergekommenes Ferienhotel in Tirol erben, haben sie dementsprechend komplett unterschiedliche Vorstellungen, was sie aus dem leerstehenden Gebäude machen wollen. Während der eine, Paul Berger, als biederer Oberbuchhalter in München sein Geld verdient und nach seinen Vorstellungen das Hotel zu einem christlichen Haus der Begegnung für junge Klosterschülerinnen umfunktioniert werde soll, hat der andere, Peter Berger, ein weitgereister Charmeur und Womanizer von Format, die Absicht, das Hotel zu einer semierotischen „Begegnungsstätte“ zwischen sinnlichen Asiatinnen und betuchter deutsch-österreichischer Kundschaft umzugestalten. Es ergeben sich entsprechende Konfusionen, weil beide Brüder ihre Pläne zunächst für sich behalten und somit der eine nicht von den Absichten des anderen weiß. Und die Vorstellung eines von katholischen Werten geprägten Instituts zur sittlichen und geistigen Erbauung Jugendlicher ist denn doch meilenweit entfernt von dem Konzept eines Liebeshotels mit halb- oder ganz nackten Thai-Mädchen.
Diverse nachfolgende, amüsante Verwicklungen beruhen auf dem Zwillings- und Doppelgänger-Prinzip: Da werden beispielsweise, da keiner die Brüder so recht auseinanderhalten kann, die Ideen von Paul und Peter von der jeweils „falschen“ Seite gut geheißen – so begrüßt z. B. der Pfarrer des Ortes unwissentlich Peters Erotik-Pläne, weil er glaubt, Paul mit seinem Konzept einer christlichen Begegnungsstätte vor sich zu haben, während Paul mit seiner grundkonservativen Strategie ständig auf Hindernisse und Bedenken stößt. Auch eine Reihe junger Klosterschülerinnen, die sich hier mehr mit Gott beschäftigen soll als mit der rolligen, männlichen Dorfjugend, erhofft sich vom Love-Hotel weitaus mehr als nur spirituelle Erbauung. Der schwule Elektriker André und vernachlässigte bzw. eifersüchtige Ehefrauen ergänzen das Panoptikum der Protagonisten rund um das Liebeshotel. Schließlich kommt es zu der Hotel-Neueröffnung, die man im kleinen Tiroler Ort Hinterbrunn wohl nicht so schnell vergessen wird …

## Produktionsnotizen
Für eine weibliche Hauptrolle engagierte Franz Antel Iris Lohner, bis dahin Tänzerin an der Wiener Volksoper. Für die Rolle des Bürgermeisters war ursprünglich Paul Löwinger vorgesehen, der wegen eines Herzanfalls absagen musste. Sein Ersatz Fritz Muliar las das Drehbuch erst während der Dreharbeiten.
Das Love-Hotel in Tirol entstand an 31 Drehtagen zwischen dem 3. Juli und 2. September 1978 in Tirol (Kitzbühel) und Bangkok und wurde am 13. Oktober 1978 in Ingolstadt uraufgeführt.
Die Produktionsleitung hatte Kurt Kodal, die Ausstattung besorgte Ferry Windberger.

## Kritik
Die Kritiken fielen in der für zahlreiche Erotikkomödien der 1970er Jahre üblichen, abwertenden Form aus. Filmecho/Filmwoche nannte „Franz Antels neuestes derb-dürftiges und harmloses Sex-Lustspiel“ eine „Verwechslungskomödie alten Zuschnitts.“ Lediglich Fritz Muliar und Heinz Reincke ermöglichten „einige wenige humoristische Glanzlichter.“ Das Lexikon des Internationalen Films bezeichnete Das Love-Hotel in Tirol als „Schmuddeliger Verwechslungsschwank, der aus miesen Stammtisch-Witzchen und plattem Klamauk besteht.“